# William Lindsay Windus

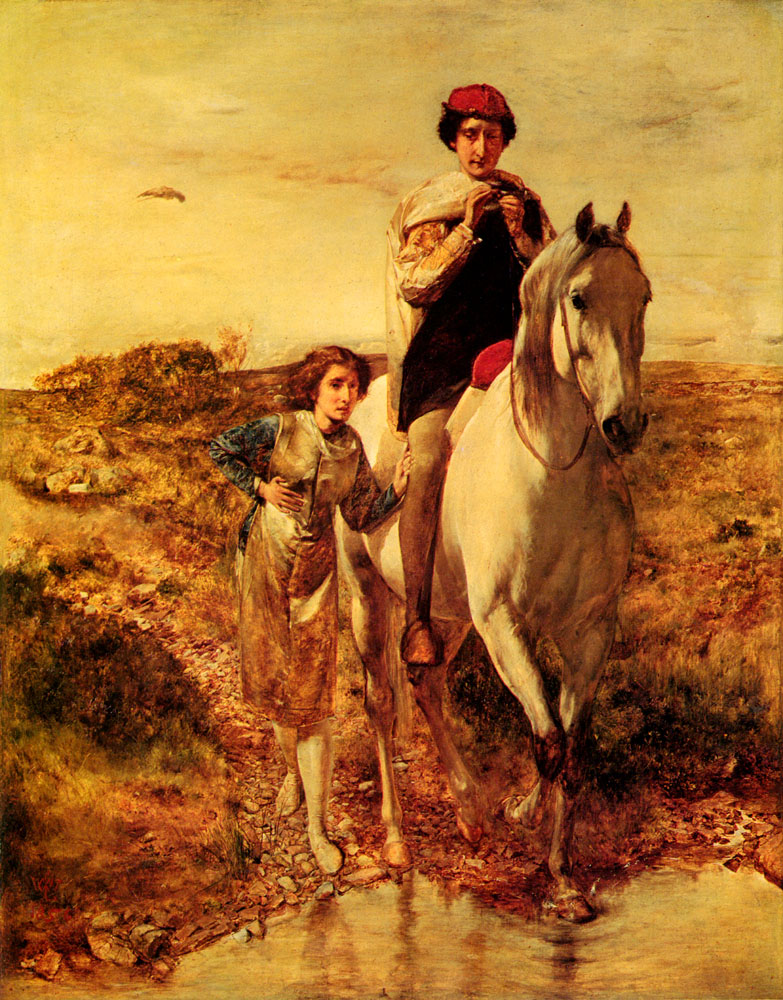
Burd Helen, 1856

William Lindsay Windus (ur. 8 lipca 1822 w Liverpoolu, zm. 9 października 1907 w Londynie) – angielski malarz luźno związany z prerafaelitami.
Kształcił się w Akademii Sztuk Pięknych w Liverpoolu i w 1848 został jej członkiem. Podczas wizyty w Londynie zapoznał się z twórczością prerafaelitów i znalazł się pod ich wpływem. Stał na czele niewielkiej grupy malarzy w Liverpoolu, którzy sympatyzowali z Bractwem.
William Lindsay Windus malował głównie obrazy o tematyce historycznej, często inspirował się motywami literackimi zaczerpniętymi z dzieł William Szekspira i Waltera Scotta. Jego prace miały zwykle wydźwięk moralizatorski i były bogate w typowe dla romantyzmu efekty świetlne. W 1856 wystawił w Royal Academy obraz Burd Hellen, jednak po miażdżącej krytyce Johna Ruskina zrezygnował z dalszych wystaw w Londynie.
Po śmierci żony w 1862 załamany artysta ograniczył malowanie i zajął się wychowaniem córki. Prawdopodobnie w 1879, przed przeprowadzką do Londynu spalił ostatnie studia i szkice. Zmarł zapomniany w 1907. Kilka jego prac znajduje się w zbiorach Tate Britain i Manchester Art Gallery.